# Пальчиков, Владимир Петрович
Владимир Петрович Пальчиков (25 апреля [7 мая] 1804, Щиглицы, Псковская губерния — 27 апреля [9 мая] 1842, Щиглицы, Псковская губерния) — выпускник  Царскосельского лицея, Был в тесном общении с участниками одного из декабристских обществ — Практического союза. Входил в круг знакомых А. С. Пушкина. Псковский прокурор, вице-директор департамента Министерства Юстиции; статский советник.

## Биография

### Происхождение и воспитание
Владимир Петрович Пальчиков родился 25 апреля 1804 года в Щиглицах (ныне — в Псковском районе Псковской области). Принадлежал к известному дворянскому роду Пальчиковых.
Отец — псковский помещик Пётр Андреевич Пальчиков (7.09.1762 — 16.12.1843), внук выдвинувшегося при Петре I корабельного мастера Ф. П. Пальчикова.
Мать — Елизавета Томасовна, дочь бывшего псковского коменданта полковника (с 1784 года — бригадира), барона Т. Т. фон Дица (Дитца — нем. Thomas von Dietz). Воспитанница Смольного института благородных девиц (выпуск 1897 года).
С 1801 года состоятельная семья постоянно жила в усадьбе деда в деревне Щиглицы в Псковском уезде Псковской губернии. В составленном в 1816 году списке псковских дворян, владеющих самыми доходными имениями, за П. А. Пальчиковым числились две тысячи крепостных крестьян.
В семье было пять детей: сын Владимир и дочери Ольга, Анна, Елизавета, Софья, Екатерина.
В 1814 году Владимир Пальчиков был принят в привилегированный Царскосельский лицей — во второй курс после набора первого в 1811 году. В феврале 1818 года на лицеистов были составлены характеристики с оценкой способностей и успехов каждого.
«Способности очень хорошие, но беспечен и неисправен в уроках, и особливо с некоторого времени заметно, что гораздо менее дорожит учением и менее занимается, нежели прежде; а потому и успехи его подвигаются не вперёд, а назад. Он из числа тех, которые были гораздо лучше в младшем курсе».
В декабре 1819 года Пальчиков в числе воспитанников лицея, недовольных преподавателем немецкой словесности Гауеншильдом, за проявленное неповиновение наставнику получил выговор и предупреждение, что при выпуске из лицея будут учтены «не одни успехи в науках, но и поведение их как внеклассное, так и классное».
В 1820 году был выпущен из лицея на гражданскую службу с чином X класса.

### Служебная карьера
9 июня 1820 года поступил на службу в один из хозяйственных департаментов Министерства внутренних дел. 13 марта 1822 года был назначен помощником секретаря при директоре департамента.
С 5 декабря 1822 года стал чиновником для особых поручений при московском военном генерал-губернатора Д. В. Голицыне. Его вступление в должность практически совпало с исполненной гражданского пафоса речью, произнесённой Д. В. Голицыным в 1822 году в Москве на губернских дворянских выборах, который отметил в ней  важность  участия дворянства в свершении справедливого правосудия.
«Я полагаю, что если бы судии и чиновники, коих изберём мы из среды себя на службу нового трёхлетия, не имели совершенных знаний потребных в делах судебных; то недостаток сего рода да будет заменён качеством лучшим: уважением, необходимо внушаемым любовию к справедливости, благородным побуждением исполнить свою должность с честию! Ибо в таком случае пусть бы они и блуждали иногда в формах делопроизводства, неточное знание коих им извинительно, но что же в том? Светильник искомой истины, конечно, всегда поможет выйти из лабиринта, в котором с умыслом путается ябеда. 

…Итак, я осмеливаюсь, милостивые государи, питать себя сладкою и верною надеждою, что выбор ваш падёт на тех, кои потщатся оправдать оную доверенность вашу и будут мне ревностными сподвижниками к достижению пламенно желаемой мною цели видеть порядок и правосудие повсюду царствующими в лучшей, прекраснейшей губернии Царства Русского».
С 7 января 1825 года – заседатель 2-го департамента Московского надворного суда,  судьёй которого с 13 декабря 1823 года был назначен бывший лицеист И. И. Пущин. Сблизился и с другими выпускниками Царскосельского лицея – чиновниками московской администрации: первокурсником А. П. Бакуниным и своим однокурсником Б. К. Данзасом. С 19 октября 1825 года опять состоял при Д. В. Голицыне.
По близости гражданских взглядов и профессионального интереса к проблемам правосудия в круг общения бывших лицеистов входили и другие чиновники из окружения генерал-губернатора - И. Н. Горсткин, В. П. Зубков. С. Н. Кашкин, П. И. Колошин, С. М. Семёнов. 
Один из членов этого кружка В. П. Зубков, отрицавший наличие у группы каких-либо политических целей, писал: «Мы все служили под начальством князя Голицына, занимая все ровные места, имели одну цель быть честным и со всевозможной деятельностью исполнить нашу должность, и в этом смысле успели. Главными нашими разговорами были наши судебные дела».
Их собрания не остались незамеченными в обществе. Московский почт-директор А. Я. Булгаков писал, что приятели И. И. Пущина «составили так называемое братство Семиугольной Звезды, - глупости, кои теперь всех их могут компрометировать».

#### Практический союз
В начале 1825 года в Москве И. И. Пущин и Е. П. Оболенский решили основать московскую управу Северного общества. Итогом стало объявленное Пущиным создание  «Практического союза» , имевшего целью – «личное освобождение дворовых людей».
Во Всероссийском музее А. С. Пушкина сохранился сделанный в 1825 году художником Д. М. Соболевским по заказу В. П. Зубкова рисунок с портретами восьми человек, объединившихся вокруг И. И. Пущина, среди которых  изображён и В. П. Пальчиков. Перечень персонажей рисунка по большей части совпадает со списком участников Практического союза.
«Группа состояла из Пущина,  Колошина, Бакунина, Пальчикова, Данзаса, Горсткина, Черкасского и меня. Когда портрет был готов, его вставили под стекло, и так как он очень удался, то его показывали всем желающим и, между прочим, генерал-губернатору. Портреты эти были сделаны без всякой задней мысли и их открыто показывали всюду. Пущин отвёз рисунок в Петербург.

После события 14 декабря в Москве начали говорить, что эта группа изображает членов заговора, что над ними была изображена звезда с лучами по числу членов и кругом неё шла надпись: «Собравшиеся друзья».
 
Когда нас стали арестовывать, слухи в Москве усилились. Даже в Петербурге, когда меня уже выпустили, говорили об этом, особенно о надписи. 

Факт тот, что судебное следствие не знало этого рисунка или, по крайней мере, не говорило о нём». В. П. Зубков. Рассказ о моём заключении в Санкт-Петербургской крепости

#### После событий 14 декабря
В показаниях арестованных после мятежа 14 декабря 1825 года имя Пальчикова не прозвучало. Под подозрение следствия по делу о принадлежности к тайным обществам он не попал и продолжал карьеру в сфере юстиции. 
Летом 1826 года участвовал в деятельности образованного Д. В. Голицыным временного комитета прошений для приёма во время коронации Николая I личных обращений и просьб от населения.
В начале 1830-х годов был  назначен губернским прокурором Пскова. К 1840 году заслужил чин статского советника и должность вице-директора департамента Министерства юстиции.  
Историограф Царскосельского лицея Кобеко Д. Ф., отмечая служебные успехи выпускников первых курсов, цитировал мнение бывшего директора Е. А. Энгельгардта, который в 1841 году называл В. П. Пальчикова в числе лицеистов, занимавших самые высокие должности в органах государственной власти.  
Умер в возрасте 38 лет 27 апреля 1842 года в Щиглицах. Похоронен неподалёку на кладбище у Никольской церкви в селе Устье.

### В окружении А. С. Пушкина
Общение Пальчикова с Пушкиным могло начаться уже в годы учения в лицее, где практиковалось объединение младшего и старшего курсов на музыкальных занятиях. Знакомство возобновилось в 1824–1826 годах. 
По сведениям некоторых источников сосланный в Михайловское поэт, навещавший общих с В. П. Пальчиковым знакомых Гаврила Петровича Назимова и Николая Александровича Яхонтова, живших в Псковском уезде, бывал и в его доме в Щиглицах.
Работая над сценами сельской дворянской жизни в четвёртой главе «Евгения Онегина»,   поэт  описывал летние развлечения и привычки обитателей знакомой ему псковской глубинки. 27 мая 1826 года Пушкин писал П. А. Вяземскому: «…моё глухое Михайловское наводит на меня тоску и бешенство. В 4-й песне Онегина я изобразил свою жизнь». В черновом варианте были такие строки, опущенные в окончательной редакции:
XXXVIII

Носил он русскую рубашку,

Платок шёлковый кушаком

Армяк татарский нараспашку

И шляпу с кровлею, как дом 

Подвижный. Сим убором чудным,

Безнравственным и безрассудным,

Была весьма огорчена

Псковская дама Дурина.

А с ней Мизинчиков…
Комментаторы «Евгения Онегина» считали, что, называя огорчённого псковского соседа героя романа «Мизинчиковым», поэт имел в виду В. П. Пальчикова.
По данным пушкиниста Л. А. Черейского после возвращения Пушкина из Михайловского в Москву Пальчиков встречался с поэтом в компании общих знакомых, в число которых входили В. П. Зубков и Б. К. Данзас. К осени 1826 года относят ироничное изображение В. П. Пальчикова, сделанное Пушкиным на обороте портрета поэта Д. В. Веневитинова, арестованного в ноябре того года по подозрению в причастности к событиям 14 декабря.
Сослуживец Пальчикова по работе в комитете прошений, тайный советник и мемуарист Д. Н. Толстой вспоминал, что в его окружении возвращение Пушкина осенью 1826 года из ссылки воспринималось как «самая крупная новость эпохи» и, благодаря знакомству Пальчикова с поэтом, там чуть ли не «из первых рук» читали приносимые им новые пушкинские стихи .
Поддерживал тесные отношения с игравшими заметную роль в жизни Пушкина, его старшими друзьями В. А.Жуковским и  А. И. Тургеневым.
В 1840 году В. П. Пальчиков по просьбе Опеки над детьми и имуществом покойного поэта  убедил псковского помещика А. И. Самойлова взять на себя наблюдение за хозяйственной деятельностью в Михайловском, чтобы помочь «семейству нашего незабвенного Пушкина».

### Дом, семья и родственные связи
Поколения Пальчиковых жили в родовом имении в Щиглицах. В их доме хранились значимые исторические реликвии, в том числе собственноручные письма Петра I, адресованные «преображенского полка - бомбардир-лейтенанту» Ф. П. Пальчикову и датированные первой четвертью XVIII века.
Декабрист М. И. Пущин, часто бывавший в Щиглицах после возвращения с Кавказа и женившийся в 1831 году на сестре В. П. Пальчикова – Софье Петровне,  писал, что в начале 1830-х годов там, кроме семьи Петра Андреевича с женой и дочерьми, жили и «патриархи» - его братья Александр и Николай Андреевичи: «Почтенные старики видели поднимающееся на глазах их новое поколение, которое будет продолжать дело любви и привязанности к человечеству». 
Поэт А. Н. Яхонтов (1820-1890), члены семьи которого на протяжении многих лет дружески общались с Пальчиковыми, в 1854 году написал посвящённое В. П. П. (Владимиру Петровичу Пальчикову) стихотворение «Старый дом», в стенах которого
Старинные фамильные портреты –

Живые лица! – юность сохраня,

Напудрены, по-старому одеты,

Приветливо так смотрят на меня…

Здесь юноша, ступая первый шаг,

Пример себе в предании находит…
В январе 1835 г. В. П. Пальчиков женился на шестнадцатилетней Софье Алексеевне, урождённой Пещуровой, старшей дочери тогдашнего псковского губернатора А. Н. Пещурова. Софья Алексеевна любила пение, у неё был красивый меццо-сопрано, который привлекал на устраиваемые в Щиглицах музыкальные концерты гостей из соседних поместий. М. Я. Пущина писала И. И. Пущину в июле 1839 года: «Её можно слушать с удовольствием и увлекаться лёгкостью и приятностью её пения». Псковский композитор Николай Петрович Яхонтов, муж родной тёти В. П. Пальчикова — Елизаветы Томасовны — посвятил ей оперу «Сильф, или Мечта молодой женщины».
В 1996 году территория бывшего пейзажного усадебного парка в деревне Щиглицы была включена в перечень выявленных объектов культурного наследия Псковской области.

## Мнения современников
Познакомившийся с Пальчиковым в самом начале своей карьеры государственный деятель и писатель граф Д. Н. Толстой позднее вспоминал о нём: «Это была самая симпатичная, привлекательная личность, с какими не часто приводилось мне встречаться в жизни».
17 июня 1842 года Б. К. Данзас писал А. Н. Пещурову из Петербурга:

«…кончина бесценного Владимира Петровича поразила меня самого до глубины сердца; по сие время, как в первую минуту, не могу привыкнуть к ужасной мысли, что мы его навсегда лишились. Нет обстоятельства в службе и вообще по всем прочим светским и семейным отношениям, которое, напоминая о нём, не возобновляло бы во всей силе сердечную грусть. Я в нём лишился лучшего друга и считаю себя с того времени как будто бы осиротевшим…»

## Комментарии
1. ↑  С таким же чином в 1817 году был выпущен из лицея учившийся в первом курсе А. С. Пушкин.
2. ↑  В некоторых источниках встречается название «Общество Семисторонней или Семиугольной звезды».
3. ↑  На этом же кладбище через полтора года похоронили его отца Петра Андреевича Пальчикова.
4. ↑  Заболевшая туберкулёзом Софья Петровна умерла в 1834 году.
5. ↑  Рукопись стихотворения «Старый дом»  хранится в Древлехранилище Псковского музея-заповедника в фонде 881 А. Н. Яхонтова.
6. ↑  Тесть Пальчикова — А. Н. Пещуров в годы ссылки Пушкина в Михайловское был опочецким уездным дворянским предводителем и организовывал надзор за поведением поэта. В 1837 году ему как псковскому гражданскому губернатору было поручено обеспечить, чтобы при похоронах поэта не было «никакой церемоний».
7. ↑  Вторая жена М. И. Пущина — Мария Яковлевна, урождённая Подкользина.